# Arctoscopus
Arctoscopus is een monotypisch geslacht van straalvinnige vissen uit de familie van de zandvissen, orde van baarsachtigen (Perciformes).

## Soort
- Arctoscopus japonicus (Steindachner, 1881)